# São Sebastião do Caí
São Sebastião do Caí é um município do estado do Rio Grande do Sul, no Brasil. A cidade possui, segundo o censo do IBGE de 2022, 24.428 habitantes, totalizando uma densidade demográfica de 213,7 habitantes por quilômetro quadrado. O salário médio mensal da população é de 2,3 salários mínimos e tem um PIB per capita de R$ 34.381,59.

## História
No final do século XVIII, famílias luso-brasileiras passaram a se instalar às margens do rio Caí. A área onde nasceu a cidade era a propriedade de José Antônio Guimarães e sua família, que deu nome à localidade: Porto dos Guimarães.
Imigrantes alemães começaram a chegar na região após a Revolução Farroupilha. Mais tarde, tornou-se ponto de passagem de imigrantes italianos rumo à serra gaúcha.
Em 1875, emancipou-se de São Leopoldo. Quatro anos depois, era inaugurada a igreja matriz. No século XX, a criação da ferrovia ligando Porto Alegre a Caxias do Sul, passando por Montenegro, diminuiu o movimento do porto e a relevância econômica da cidade.

## Economia
A principal força da economia é a agropecuária, com a produção de frutas cítricas, em especial de tangerina, chamada no território gaúcho de "bergamota", e de flores, em especial o lírio-amarelo, considerada a flor símbolo da cidade. Além das plantações, o setor frigorífico também gera grande parcela dos empregos na cidade, com a atuação da Agrosul, que produz frangos e rações e há mais de um século, e a matriz da empresa Conservas Oderich, uma das maiores empresas de conservas e enlatados da região sul do país. Além do setor alimentício, o município possui diversas indústrias de outros segmentos, como a coureiro calçadista, que por muito tempo abrigou importantes empresas como Usaflex, QIX e Azaleia. Atualmente este setor está representado pela G5, de bolsas e acessórios femininos.   

## Topônimo
"Caí" é um termo de origem tupi que admite duas significações: 
- "Água de macaco", através da junção dos termos ka'i ("macaco")[6] e 'y ("água")
- "Água de mata", através da junção dos termos ka'a ("mata") e 'y ("água")[7]

O nome do município une o rio ao padroeiro da paróquia católica, São Sebastião.

## Caienses ilustres
- Ver Categoria: Naturais de São Sebastião do Caí